# Mebendazol
Mebendazol (methyl-(5-benzoyl-1H-benzimidazol-2-yl)karbamát) je širokospektrální antihelmintikum ze skupiny benzimidazolů. Jedná se o léčivo s účinkem proti střevním hlísticím a tasemnicím.
Mebendazol byl vyvinut v roce 1971 v Belgii. Používá se jak ve veterinární, tak v humánní medicíně. Je podáván orálně.

## Použití v medicíně
U lidí je indikován při infekci těmito parazity: Enterobius vermicularis (roup dětský); Trichuris trichiura (tenkohlavec lidský); Ascaris lumbricoides (škrkavka dětská); Ancylostoma duodenale, Necator americanus (měchovci); Strongyloides stercoralis (hádě střevní); Taenia spp. (tasemnice). U zvířat je indikován při infekcích hlísticemi rodu Trichuris, Ancylostoma, Uncinaria, Ascaris, Toxocara, Toxascaris, Strongyloides. U lidí je mebendazol např. v přípravku Vermox, u zvířat je obsažen v preparátu Telmin KH nebo Rafendazol.

### Vedlejší účinky
Mebendazol je většinou dobře snášen. Hydrofobní povaha molekuly má za následek nízkou míru absorpce ve gastrointestinálním traktu, do krevního oběhu se tak dostane velmi malá část léčiva. Nicméně, mohou se objevit vedlejší účinky jako bolest hlavy, zvracení nebo průjem. Při větších dávkách může dojít ke snížení množství bílých krvinek nebo ztrátě vlasů.

## Mechanismus účinku
Mebendazol selektivně inhibuje syntézu mikrotubulů vazbou na kolchicin vazebnou doménu β podjednotky tubulinu. Narušení cytoplazmatických mikrotubulárních struktur v intestinálních buňkách parazitů vede k narušení příjmu glukózy do buněk a následné smrti parazita.
Mebendazol ovšem vykazuje i účinek na savčí buňky. Zde dochází opět k inhibici polymerace tubulinu, především při formaci dělicího vřeténka nezbytného pro mitózu buňky. Takovéto narušení vede k apoptóze. Nádorové buňky vykazují oproti těm zdravým vyšší senzitivitu k mebendazolu, což z něj činí potenciální chemoterapeutikum.

## Výzkum
Mnohé studie dokazují výraznou protinádorovou schopnost mebendazolu, a to dokonce i v případě nádorů rezistentních vůči konvenční chemoterapii, jako je například melanom.
Protinádorové vlastnosti mebendazolu jsou přisuzovány jeho schopnosti inhibovat formaci dělicího vřeténka, je však zřejmé, že spektrum potenciálních mechanismů tohoto léčiva je mnohem širší. Mebendazol inhibuje mimo jiné formaci další mikrotubulární struktury, primárního cilia, které je potřebné v signalizační kaskádě Sonic hedgehog. Dále je mebendazol schopný inhibovat proteinkinázy jako VEGFR2, BRAF nebo ABL, které mají často důležitou funkci v biologii nádorových buněk.
V neposlední řadě některé studie poukazují na schopnost mebendazolu ovlivňovat buňky imunitního systému. Aktivací kinázy ERK1/2 indukuje mebendazol expresi prozánětlivých cytokinů, jako je IL-8, TNFα, IL-6 a IL-1β. Mebendazol je také evidentně schopný indukovat diferenciaci makrofágů do M1 fenotypu, který je při léčbě nádorových onemocnění kýžený v mikroprostředí nádoru.